# 沃尔夫冈·哈斯
沃尔夫冈·哈斯（Wolfgang Haas，1948年8月7日—），出生于瓦都兹，是天主教瓦都茲總教区的第一位總主教。1974年4月7日，他被任命为司铎，并在库尔晋铎。应天主教库尔教区若望·冯德拉赫主教的要求，哈斯于1988年3月25日被任命为該教区的助理主教。
1990年5月22日，哈斯成为库尔教區主教。1997年12月2日，教宗若望·保祿二世任命他为新成立的瓦都茲總教区的總主教。哈斯以与聖伯多祿司鐸兄弟會的友好关系和对他的支持而闻名。
哈斯被教宗若望·保祿二世任命为库尔教區主教，他绕过了库尔高级神职人员的传统权利，选择了自己的候选人，他们将获得罗马的批准。由于不是传统天主教教义的观点，由教区神职人员选择的候选人被认为不合适。从一开始他的任命被教区的神职人员和平信徒拒绝，其中一些人试图阻止他进入主教座堂。哈斯主教从一开始就没有与教区的神职人员相处得很好并且面临很多反对意见。1997年，教宗若望·保祿二世创建了瓦都兹總教区，并任命哈斯为第一位總主教。自哈斯任命以来，列支敦士登的天主教徒和神职人员人数不断增加。